# Krzyżno (Dobre Miasto)
Krzyżno (deutsch Weißkreuz) ist ein Ort in der polnischen Woiwodschaft Ermland-Masuren. Er gehört zur Stadt-und-Land-Gemeinde Dobre Miasto (Guttstadt) im Powiat Olsztyński (Kreis Allenstein).

## Geographische Lage
Krzyżno liegt in der nordwestlichen Woiwodschaft Ermland-Masuren, 17 Kilometer südwestlich der früheren Kreisstadt Heilsberg (polnisch Lidzbark Warmiński) bzw. 27 Kilometer nordwestlich der heutigen Kreismetropole und auch Woiwodschaftshauptstadt Olsztyn (deutsch Allenstein).

## Geschichte
Weißkreuz war eine zum Forstgutsbezirk Wichertshof (polnisch: Wichrowo) im gleichnamigen Staatsforst gehörende Försterei im ostpreußischen Kreis Heilsberg. Im Jahre 1910 verzeichnete sie  sechs Einwohner.
Am 30. September 1929 das Forsthaus Weißkreuz vom Gutsbezirk Wichertshof in die Landgemeinde Schmolainen (polnisch Smolajny) umgegliedert.
Als 1945 in Kriegsfolge das gesamte südliche Ostpreußen an Polen abgetreten wurde, erhielt Weißkreuz die polnische Namensform „Krzyżno“ (wohl auch zeitweise „Biały Krzyżno“). Heute ist die Osada leśna (=„Waldsiedlung“) eine Ortschaft im Verbund der Gmina Dobre Miasto (Stadt-und-Land-Gemeinde Guttstadt) im Powiat Olsztyński (Kreis Allenstein), von 1975 bis 1998 der Woiwodschaft Olsztyn, seither der Woiwodschaft Ermland-Masuren zugehörig.

## Religion
Weißkreuz war bis 1945 wie später und bis heute auch Krzyżno in die römisch-katholische Pfarrei in Dobre Miasto (Guttstadt) eingegliedert, die jetzt zum Erzbistum Ermland gehört. Bis 1945 gehörte Weißkreuz außerdem zur damaligen evangelischen Kirche Guttstadt in der Kirchenprovinz Ostpreußen der Kirche der Altpreußischen Union. Heute ist Krzyżno der Diözese Masuren der Evangelisch-Augsburgischen Kirche in Polen zugeordnet.

## Verkehr
Krzyżno liegt an der polnischen Landesstraße 51 (hier im Abschnitt der früheren deutschen Reichsstraße 134), die die russisch-polnische Staatsgrenze (EU-Außengrenze) bei Bezledy (Beisleiden) mit der Woiwodschaftshauptstadt Olsztyn (Allenstein) verbindet und als Schnellstraße S 51 weiter bis nach Olsztynek (Hohenstein) führt.
Eine Bahnanbindung besteht nicht.